# Shenzhousaurus
Shenzhousaurus (“Ödla från Kina”), släkte med fågelliknande dinosaurier som påträffats i nordvästra Kina och dateras till början av kritaperioden för omkring 130-125 miljoner år sedan. Shenzhousaurus beskrevs 2003 från ett inkomplett fossil bestående av delar från skalle, ryggrad, bäcken, svans, hand och bakben som tyder på att det var en primitiv representant för gruppen ornithomimosaurier ("strutsdinosaurier").

## Beskrivning
I likhet med andra ornithomimosaurier var Shenzhousaurus troligtvis ett tvåbent djur som balanserade kroppen med en lång svans. Den var förhållandevis liten i jämförelse med de flesta andra ornithomimosaurier, med en beräknad på omkring 1,6 meter och en vikt på omkring 10 kilo. Shenzhousaurus uppvisar också vissa drag som är primitiva för ornithomimosaurier såsom små tänder i underkäken och händer där innersta fingret är kortare än de övriga.
Medan forskare har varit oeniga om gruppen ornithomimosaurier i huvudsak var allätare eller växtätare har bedöms Shenzhousaurus ha varit växtätare, eftersom typfossilet har bevarats med gastroliter i magen.

## Fylogeni
Flera studier klassificerar Shenzhousaurus som en ornithomimosaurie som är mer avancerad än Pelecanimimus men mer primitiv än familj Ornithomimidae.